# Biblia Nácar-Colunga
La Nácar-Colunga es una traducción de la Biblia, impresa con autorización eclesiástica católica. Su primera edición data del año 1944.
Sus traductores fueron dos escrituristas y sacerdotes españoles, el dominico Alberto Colunga Cueto y Eloíno Nácar Fúster.
Existen más de 30 ediciones realizadas por Biblioteca de Autores Cristianos, la última de 2017, algunas ilustradas y lujosas, de gran formato, y otras en edición de bolsillo. En ellas el texto bíblico puede estar complementado con mapas, notas, ilustraciones tomadas de códices medievales o cuadros y pinturas, índices, etc.
Como muchas versiones católicas de la Biblia, contiene los libros deuterocanónicos del Antiguo Testamento. 
Ha sido una de las versiones de la Biblia más populares dentro de la Iglesia católica.

## Particularidades
- En el pasaje Lucas 17:21, traduce el adverbio εντος como dentro, en lugar de en medio o entre, como hacen el resto de las Biblias.

G1787
ἐντός entós; dentro (adverbio o sutantivo):-dentro.

El versículo queda redactado así:

No podrá decirse: Helo aquí o allí, porque el reino de Dios está dentro de vosotros.
(Lucas 17:21)

- Conserva los versículos 26, 19-27 del Eclesiástico, que fueron omitidos en la Vulgata, y por ende en otras versiones bíblicas.
- Conserva la mención a Lilit con el término lamia, a diferencia de otras versiones bíblicas donde la palabra hebrea se ha traducido de varias maneras: “lechuza” (MK), “monstruo nocturno” (BAS; Val, nota), “chotacabras” (NM) y “fantasma que espanta de noche” (VP).
- Omite la coma joánica.